# BK Häcken (vrouwenvoetbal)
BK Häcken is een Zweedse voetbalclub uit Göteborg.
De club, opgericht in 1970 als Landvetter IF, is sinds 1996 actief in de hoogste Zweedse vrouwenvoetbalklasse, de Damallsvenskan. Vanaf 1999 wordt de vereniging gesponsord door brouwerij Kopparbergs. Na de verhuizing in 2004 van Landvetter, een voorstad van Göteborg, naar de stad zelf voerde de club Kopparbergs/Göteborg FC als naam. In december 2020 meldde de club, die juist landskampioen was geworden, dat het per direct alle activiteiten van het damesteam neerlegt. De Damallsvenskan bevestigde dat de club in seizoen 2021 niet meer deel zal nemen aan de competitie. Alle speelsters zijn per direct transfervrij, maar hebben ook geen contract meer. Op 31 december maakte de clubleiding echter bekend toch verder te gaan met de club. Sinds januari 2021 is de club onderdeel van BK Häcken en heeft een doorstart gemaakt onder diezelfde naam.

## Erelijst
| Nationaal            |    |                        |
| Landskampioen        | 1x | 2020                   |
| Zweedse voetbalbeker | 4x | 2011, 2012, 2019, 2021 |
| Supercupen           | 1x | 2013                   |

## Bekende (oud-) speelsters
- Lieke Martens
- Loes Geurts
- Daniëlle van de Donk